# Мартин (Мичиген)
Мартин (енгл. Martin) град је у америчкој савезној држави Мичиген.

## Демографија
По попису из 2010. године број становника је 410, што је 25 (-5,7%) становника мање него 2000. године.
| Група             | 2000.       | 2010.       |
| Белци             | 413 (94,9%) | 374 (91,2%) |
| Афроамериканци    | 2 (0,5%)    | 4 (1,0%)    |
| Азијати           | 2 (0,5%)    | 0 (0,0%)    |
| Хиспаноамериканци | 12 (2,8%)   | 24 (5,9%)   |
| Укупно            | 435         | 410         |